# Saligny-sur-Roudon
Saligny-sur-Roudon is een gemeente in het Franse departement Allier (regio Auvergne-Rhône-Alpes) en telt 766 inwoners (1999). De plaats maakt deel uit van het arrondissement Moulins.

## Geografie
De oppervlakte van Saligny-sur-Roudon bedraagt 57,9 km², de bevolkingsdichtheid is 13,2 inwoners per km².

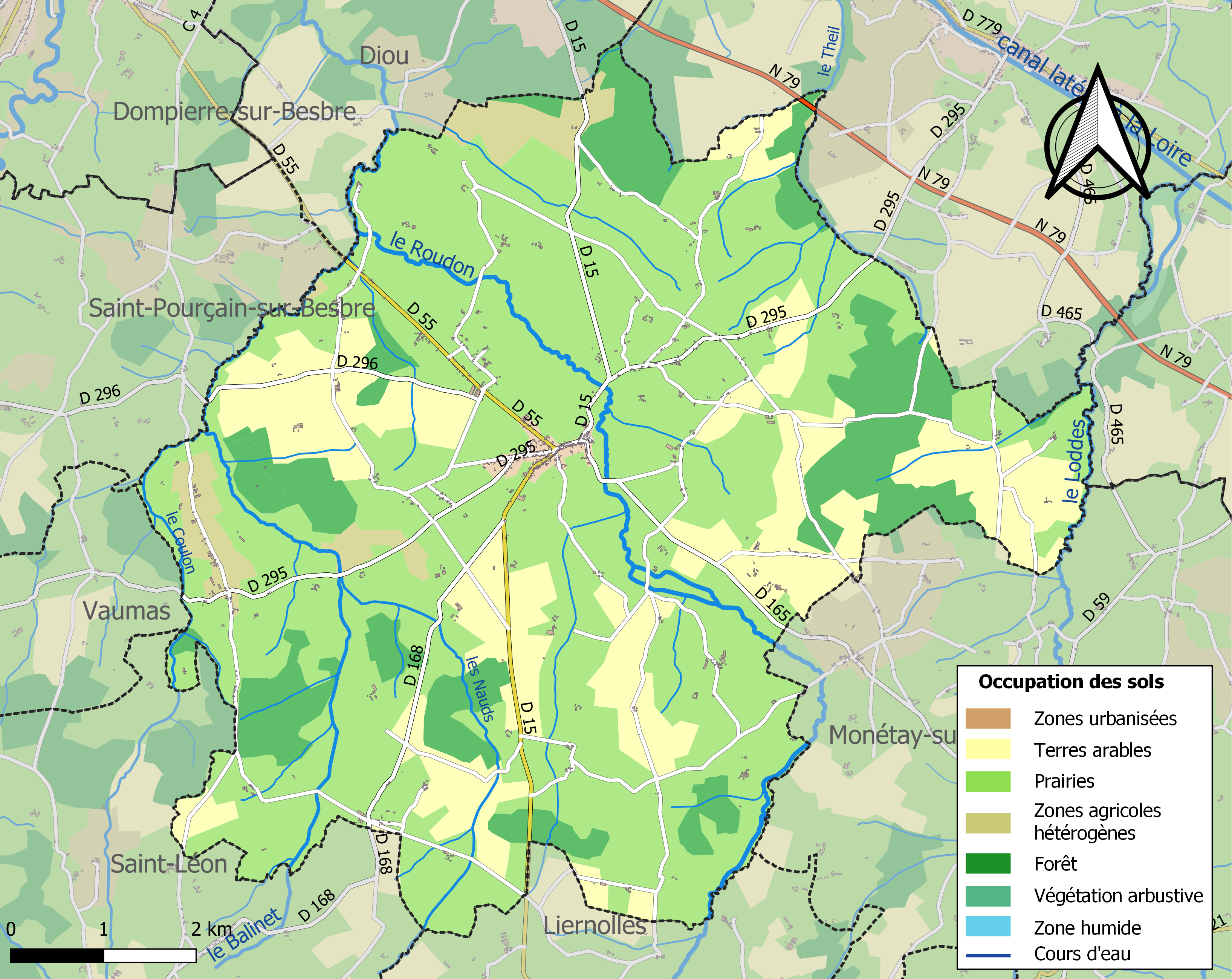
Kaart van de gemeente met de belangrijkste infrastructuur, bodemgebruik en omliggende gemeenten

## Demografie
Onderstaande figuur toont het verloop van het inwonertal (bron: INSEE-tellingen).
Vanwege een beveiligingsprobleem met de MediaWiki Graph-software is het momenteel niet mogelijk deze grafiek weer te geven. Zodra de software is bijgewerkt zal de grafiek vanzelf weer zichtbaar worden.